# سباق الزمن للفرق في بطولة العالم لسباق الدراجات على الطريق 2019
سباق الزمن للفرق في بطولة العالم لسباق الدراجات على الطريق 2019 هو سباق دراجات هوائية، وهو الموسم رقم 1 من السباق، وأقيم في 22 سبتمبر 2019، وامتدّ لمسافة 28 كيلومتر، وهو أحد سباقات بطولة العالم لسباق الدراجات على الطريق 2019، وهو من نوع  سباق فردي ضد الساعة، وقد شارك في السباق  66 متسابقاً ووصل إلى نهايته  66 متسابقاً.
فاز فيه بالمركز الأول  فريق هولندا لركوب الدراجات للرجال 2019، وبالمركز الثاني  فريق ألمانيا لركوب الدراجات للرجال، وبالمركز الثالث  فريق المملكة المتحدة لركوب الدراجات للرجال 2019.

## الفرق
| فرق وطنية (10)- فريق بلجيكا لركوب الدراجات للرجال 2019 ‏ - فريق الدنمارك لركوب الدراجات للرجال 2019 ‏ - فريق إسبانيا لركوب الدراجات للرجال 2019 ‏ - فريق فرنسا لركوب الدراجات للرجال 2019 ‏ - فريق المملكة المتحدة لركوب الدراجات للرجال 2019 ‏ - فريق ألمانيا لركوب الدراجات للرجال 2019‏ - فريق إيطاليا لركوب الدراجات للرجال 2019 ‏ - فريق هولندا لركوب الدراجات للرجال 2019 ‏ - فريق سلوفينيا لركوب الدراجات للرجال 2019‏ - فريق سويسرا لركوب الدراجات 2019 ‏ فريق نادي الدراجات- دبليو سي سي تيم 2019 ‏ |  |
| |  |

## وصلات خارجية
- الموقع الرسمي
- لمحة عن سباق سباق الزمن للفرق في بطولة العالم لسباق الدراجات على الطريق 2019 على موقع  ProCyclingStats   (برو  سايكلنج  ستاتس) - إحصاءات  محترفي  الدراجات.
- سباق الزمن للفرق في بطولة العالم لسباق الدراجات على الطريق 2019 على موقع إحصائيات الدراجات الإحترافية (الإنجليزية)